# Juan Francisco Borges (hijo)
Juan Francisco Segundo Borges (Santiago del Estero, 1 de junio de 1816 - 17 de septiembre de 1897) fue un político argentino, hijo del militar y revolucionario del mismo nombre, que ejerció como gobernador de la Provincia de Santiago del Estero entre 1857 y 1859.

## Biografía

### Origen familiar, infancia y juventud
Juan Francisco Segundo Borges nació en Santiago del Estero el 1 de junio de 1816. Fue hijo único del homónimo precursor de la autonomía santiagueña, el coronel Juan Francisco Borges, y de Catalina Medina de Montalvo. Tenía siete meses de vida cuando su padre fue fusilado por orden del general Belgrano por haber liderado una revolución autonomista.
Desde muy joven comenzó su actuación en política. Fue empleado público durante el gobierno de Juan Felipe Ibarra –que gobernó la provincia desde 1820 hasta su muerte en 1851– y también se dedicó al comercio. Tras la muerte de Ibarra se pronunció por Manuel Taboada, a quien ayudó a llegar al gobierno provincial. Fue primeramente diputado provincial en 1851. Al año siguiente, Borges fue uno de los que firmó el acta que reconocía a Justo José de Urquiza como director provisional de la Confederación Argentina. Desde 1854 en adelante fue diputado nacional. Se unió al partido unitario, que apoyaba al Estado de Buenos Aires contra el gobierno de la Confederación Argentina.
En septiembre de 1855 el gobernador Manuel Taboada, con motivo de combatir a los indígenas en la frontera, delegó el mando del ejecutivo en Borges. En 1856 fue presidente de la convención constituyente de su provincia y fue autor del texto de la primera Constitución de Santiago del Estero. Entre 1856 y 1857 ocupó nuevamente el cargo de gobernador delegado cuando Taboada realizó las expediciones de exploración al Chaco. El 25 de mayo de 1857 se juró la nueva Constitución Provincial en todas las ciudades de Santiago del Estero. La primera Sala de Representantes del período constitucional fue instalada el 1 de octubre de 1857, siendo Borges su primer presidente.

### Gobernador de Santiago del Estero
En noviembre de 1857 fue elegido por la Sala de Representantes como gobernador titular, cargo que ocupó desde el día 23, asumiendo como el primer gobernador constitucional de la provincia con un mandato de dos años. En la práctica, el poder político siguió en manos de su antecesor, Manuel Taboada, y el militar en manos del general Antonino Taboada, hermano de este. Su ministro general fue Ezequiel Paz, miembro de la familia tucumana de ese apellido, de destacados líderes unitarios. Nombró como jefe de la policía a José M. Lamas y como jefe de frontera sobre el río Salado al coronel Alfredo Du Graty.

#### Defensa de fronteras
Borges apoyó al general Antonino Taboada en su defensa de los límites con el Chaco. En octubre de 1858, Taboada efectuó una larga redada persiguiendo a los indígenas que asolaban la región del Salado y continuaban con sus depredaciones. Por ello, el presidente Urquiza designó al general Taboada como comandante de fronteras y jefe de las tropas sobre el río Salado. Gran parte del presupuesto provincial continuó siendo destinado a combatir los ataques de los aborígenes. Durante la gestión de Borges, se implementó una acción defensiva que motivó la creación de nuevos fortines y el surgimiento de poblaciones, como Suncho Corral, Navicha, El Bracho, Añatuya, Fortín Unión, Doña Lorenza, etc.

#### Política educativa
El gobierno de Borges fue el primero que impulsó y fomentó la instrucción pública en la provincia. Extendió la educación primaria, creó escuelas públicas y apoyó a las particulares. Del total del presupuesto provincial de 1858, que era de $25 770, se destinó una partida de $4600 para 15 escuelas en toda la provincia. Borges se quejaba de no recibir con regularidad la subvención nacional de $1500 como refuerzo para la educación. El 26 de septiembre de 1859 creó la Junta Central de Instrucción Pública, presidida por fray Mauricio Pérez e integrada por Pedro Pablo Olaechea, Absalón Ibarra y Manuel Taboada. Creó también juntas en cada departamento. En ese año había en la ciudad capital nueve establecimientos primarios, cuatro de varones y cinco de niñas, con una asistencia de 324 alumnas. De estas solo dos eran fiscales. El 9 de noviembre de 1859 creó el Colegio de Niñas "9 de julio", siendo su primera directora la señora Fructuosa López. Esa escuela se transformaría más tarde en la Escuela Normal "Manuel Belgrano".

#### Otras medidas
Durante la gestión de Borges se emitió moneda local, billetes de $5, $10, $50 y $100 para hacer frente a los gastos provinciales. Se imprimió un total de $45 000. También el gobierno adquirió en 1858 una imprenta, la primera de la provincia. Con ella se imprimieron documentos oficiales y al año siguiente se la utilizó para imprimir el primer periódico de Santiago del Estero, "El Guardia Nacional", bajo la dirección de Pedro F. Robles. Fue publicado por primera vez el 17 de septiembre de 1859 pero tuvo una corta duración.
Al estallar la guerra entre la Confederación y Buenos Aires, en 1859, Borges se negó a colaborar con el gobierno federal, aunque tampoco ayudó a Buenos Aires. Finalizado su mandato, la Sala de Representantes designó como gobernador al general Antonino Taboada el 23 de noviembre de 1859. Sin embargo, este militar no aceptó el cargo y en una nota enviada a la Legislatura, renunció a esa designación. Al mismo tiempo pidió que se eligiera en su lugar a Pedro Ramón Alcorta, quien asumió el cargo el 1 de diciembre de ese año.

### Otros cargos
En 1860, Juan Francisco Borges fue elegido senador nacional y apoyó en todo la política del gobernador de la provincia de Buenos Aires, Bartolomé Mitre. Al producirse la Batalla de Pavón al año siguiente, se retiró a Santiago del Estero, dos meses antes de que el Congreso de la Confederación se declarase disuelto.
En 1862 volvió a ser diputado provincial y fue elegido presidente de la Legislatura, sucediendo en ese cargo a Pedro Gallo. Cuando este último pretendió despegarse de la tutela de los Taboada, Borges apoyó la revolución que terminó con su gobierno. Presidió la sesión de la Legislatura que eligió para sucederlo a Manuel Taboada. También apoyó las continuas intervenciones de los Taboada en las provincias vecinas, especialmente en Tucumán, Catamarca y La Rioja. Durante la tercera gobernación de Taboada ejerció repetidamente como gobernador delegado. En mayo de 1862, fue elegido por la Legislatura nuevamente como senador nacional.
En 1864 fue presidente de la convención constituyente que reformó la constitución provincial que él mismo había redactado. En 1873 fue presidente de la Junta de Instrucción Pública, y ese mismo año asumió como ministro de gobierno del gobernador Absalón Ibarra, de quien también fue gobernador delegado.

### Últimos años
Al caer violentamente el régimen de los Taboada en 1875, por acción directa del presidente Nicolás Avellaneda, se exilió en la provincia de Salta acompañando a Antonino Taboada. Residió muchos años en Buenos Aires, junto a Gaspar Taboada, hasta que este se suicidó en 1890. Ese año regresó a Santiago del Estero, donde ejerció como fiscal de estado en 1892.
Falleció en Santiago del Estero el 17 de septiembre de 1897.

## Matrimonio y descendencia
Juan Francisco Segundo Borges contrajo matrimonio con Isabel Palacio y Gastañaduy y tuvieron los siguientes hijos: Eloisa, Dolores, Eulogia, Juan Francisco (abogado y diputado provincial), Catalina e Isabel.